# Цепіна (бухта)

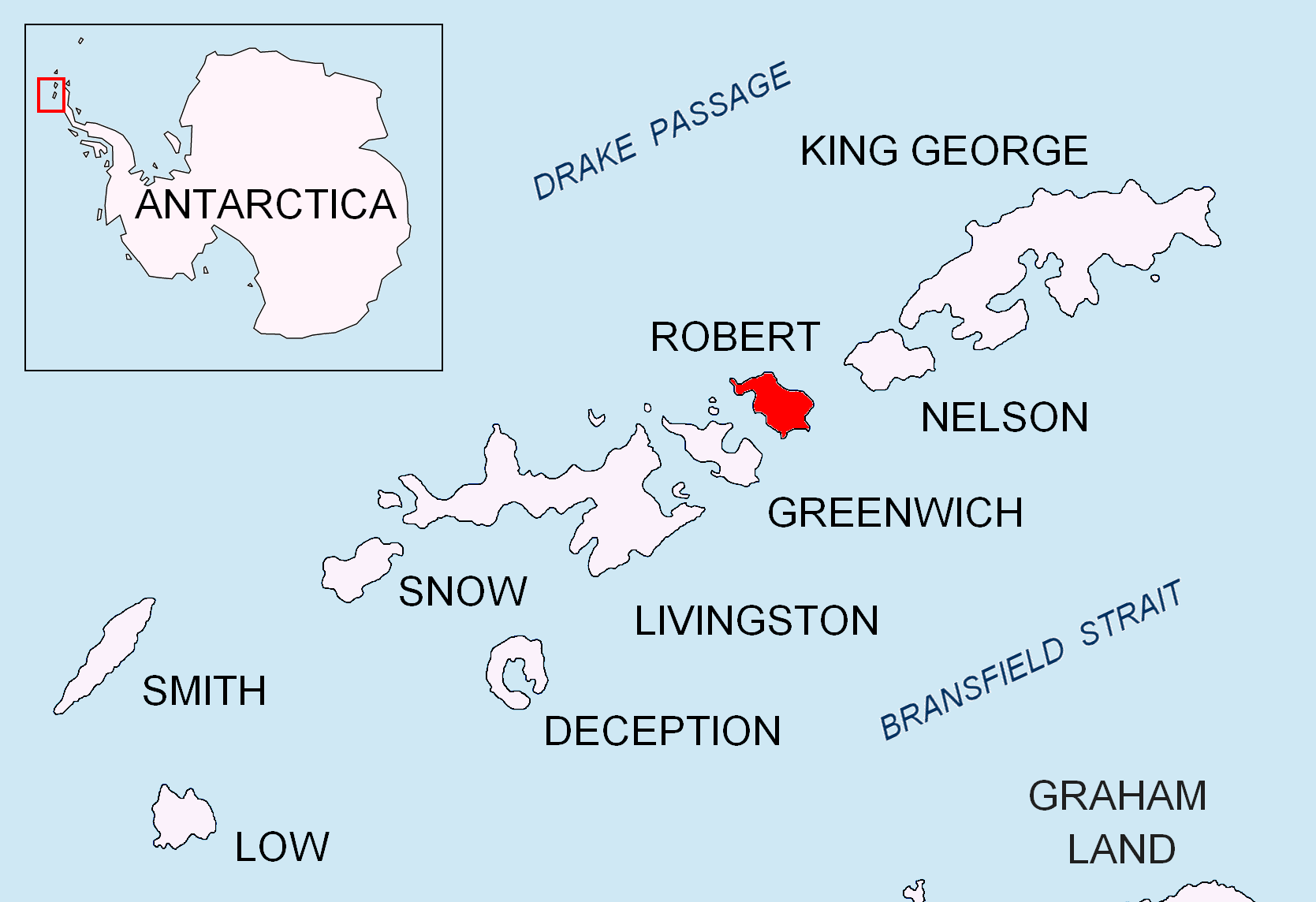
Розташування острова Роберт на Південних Шетландських островах.

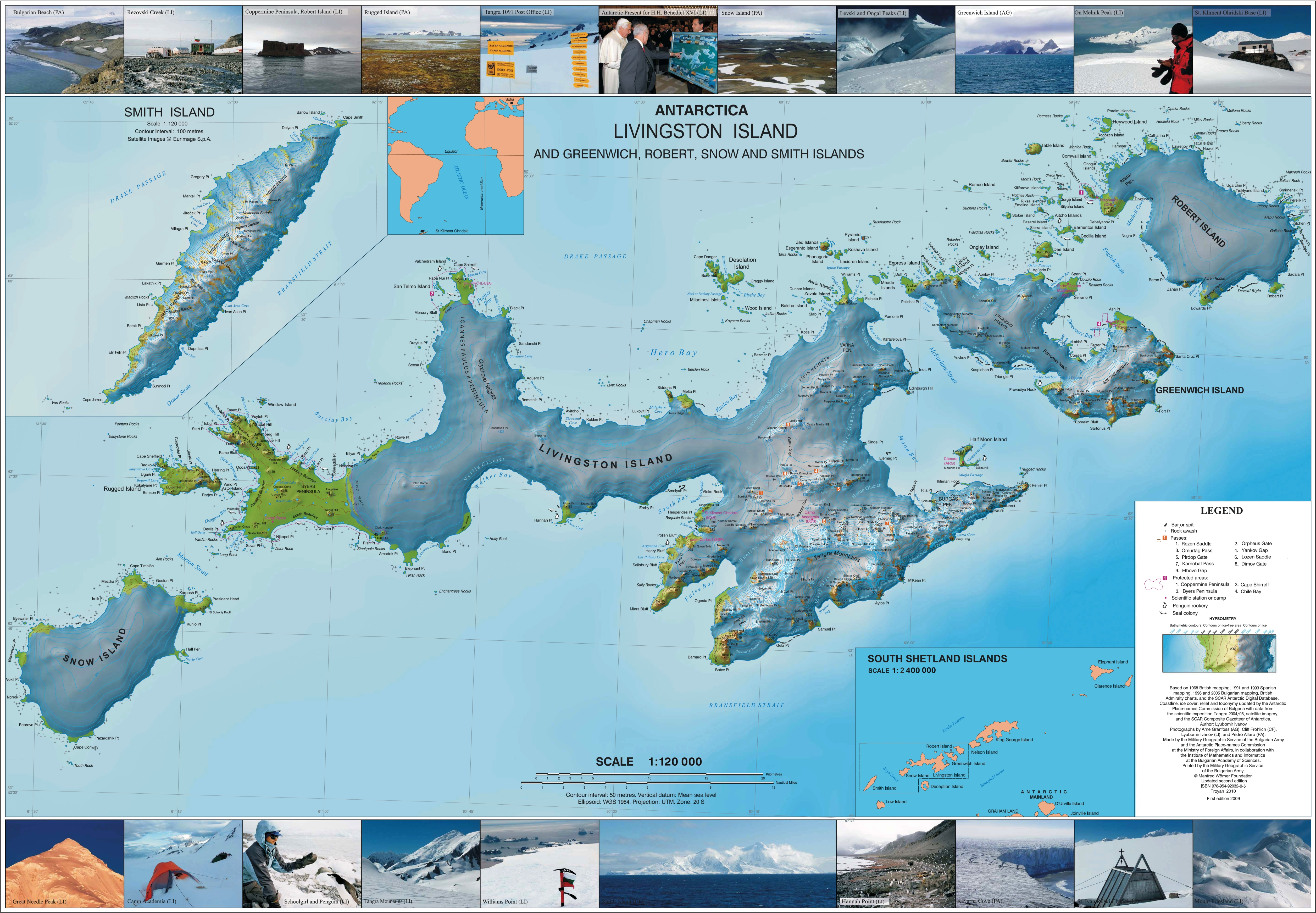
Топографічна карта островів Лівінгстон, Гринвіч, Роберт, Сноу та Сміт.

Бухта Цепіна (болг. залив Цепина, 'Затока Цепіна" \ "за-Лів" це-Пі-на\) - бухта шириною 1 км, що відступає на 850 м від східного узбережжя острова Робер на Південних Шетландських островах, Антарктида.
Цей об’єкт названий на честь середньовічної фортеці Цепіна на півдні Болгарії.

## Розташування
Бухта Цепіна знаходиться за координатами 62°24′07″ пд. ш. 59°21′10″ зх. д. / 62.40194° пд. ш. 59.35278° зх. д. Болгарське картографування у 2009 році.

## Мапи
- Л. Л. Іванов. Антарктида: острови Лівінгстон та Гринвіч, Роберт, Сноу та Сміт [Архівовано 24 квітня 2008 у Wayback Machine.] . Масштаб 1: 120000 топографічної карти. Троян: Фонд Манфреда Вернера, 2009.ISBN 978-954-92032-6-4 (оновлене друге видання 2010 р.ISBN 978-954-92032-9-5 )
- Антарктична цифрова база даних (ADD). [Архівовано 5 березня 2017 у Wayback Machine.] Масштаб 1: 250000 топографічної карти Антарктиди. Науковий комітет з антарктичних досліджень (SCAR). З 1993 року регулярно модернізується та оновлюється.

## зовнішні посилання
- Бухта Цепіна. [Архівовано 15 лютого 2020 у Wayback Machine.] Супутникове зображення Copernix

Ця статя містить інформацію з Антарктичної комісії з географічних назв Болгарії, яка використовується з дозволу.